# Aladdin (filme de 2019)
Aladdin é um filme musical de fantasia e romance estadunidense de 2019, dirigido por Guy Ritchie e escrito por Ritchie em colaboração com John August e Vanessa Taylor, sendo o remake em live-action do longa-metragem animado Aladdin, de 1992, baseado no conto árabe Aladim e a Lâmpada Maravilhosa de autoria de Hanna Diyab, que foi adicionado às As Mil e Uma Noites por Antoine Galland, aparecendo em sua tradução francesa Les mille et une nuits.
Produzido pela Walt Disney Pictures, Rideback, Vertigo Entertainment, Big Talk Films e Marc Platt Productions e distribuído pela Walt Disney Studios Motion Pictures, é estrelado por Will Smith, Mena Massoud, Naomi Scott, Marwan Kenzari, Navid Negahban, Nasim Pedrad, Billy Magnussen, e Numan Acar, bem como as vozes de Alan Tudyk e Frank Welker. A trama segue Aladdin, um menino de rua, quando ele se apaixona pela princesa Jasmine, faz amizade com um Gênio que concede desejos e luta contra o perverso Jafar.
Em outubro de 2016, a Disney anunciou que Ritchie iria dirigir um remake de Aladdin. Smith foi o primeiro membro do elenco a participar, assinando para o papel de Gênio em julho de 2017, e Massoud e Scott foram confirmados para os dois papéis principais no final daquele mês. A filmagem principal começou em 6 de setembro de 2017 em Longcross Studios em Surrey, Inglaterra, sendo que também houve cenas filmadas no Uádi de Rum, na Jordânia; e durou até janeiro de 2018. Filmagens adicionais e pick-ups ocorreram em agosto de 2018.
O título faz parte de um ambicioso projeto da Disney na produção de remakes em live-action de clássicos animados do estúdio após os êxitos de Alice in Wonderland (2010), Maleficent (2014), Cinderella (2015), The Jungle Book (2016) e Beauty and the Beast (2017). No mesmo ano, também ocorreram as estreias das novas adaptações de Dumbo e The Lion King.
Aladdin teve sua première no Le Grand Rex em Paris, França em 8 de maio de 2019 e chegou aos cinemas em 24 de maio de 2019 nos Estados Unidos. No Brasil e em Portugal, o filme foi lançado no dia 23 de maio de 2019. Ele já arrecadou US$1 bilhão em todo o mundo, tornando-se o sexto filme com maior bilheteria de 2019 e atualmente é o 44º filme com maior bilheteria de todos os tempos. O filme recebeu avaliações mistas dos críticos, que elogiaram as performances de Smith, Massoud e Scott, os figurinos e a partitura musical, mas criticaram a direção de Ritchie, os efeitos CGI do Gênio e a atuação de Kenzari como Jafar. Os críticos também se dividiram quanto aos desvios do filme de animação original.

## Enredo
Aladdin, (Mena Massoud) um jovem ladrão de bom coração (geralmente chamado de "rato da rua") que vive na cidade árabe de Agrabah, junto com seu macaco de estimação Abu, resgata e faz amizade com a princesa Jasmine (Naomi Scott), que escapou do palácio para explorar a cidade, cansada de sua vida protegida. Enquanto isso, o grão-vizir Jafar (Marwan Kenzari) planeja derrubar o pai de Jasmine como o sultão. Ele, junto com seu papagaio de estimação e espião, Iago, procura uma lâmpada mágica escondida na Caverna das Maravilhas que lhe concederá três desejos. Apenas uma pessoa é digna de entrar: o "diamante bruto", a quem ele descobre que é Aladdin. Aladdin é capturado e Jafar convence-o a recuperar a lâmpada. Dentro da caverna, Aladdin encontra um tapete mágico e obtém a lâmpada. Ele dá a Jafar, que o cruza em dobro e o joga de volta na caverna, mas Abu rouba a lâmpada de volta.
Preso na caverna, Aladdin esfrega a lâmpada, involuntariamente convocando Gênio (Will Smith), um poderoso ser onipotente que vive dentro dela. Gênio explica que ele tem o poder de conceder três desejos a Aladdin. Aladdin engana Gênio para libertá-los da caverna sem usar um desejo. Depois que eles saem da caverna, Aladdin usa seu primeiro desejo oficial para se tornar um príncipe e impressionar Jasmine, e promete usar seu terceiro desejo para libertar o Gênio da servidão.
Aladdin entra em Agrabah como "Príncipe Ali de Ababwa", chegando a um espetáculo extravagante (incluindo Abu, que foi transformado em elefante por Gênio), mas Jasmine não se impressiona com sua primeira apresentação, que inclui uma variedade de presentes e doces. Gênio então diz para Aladdin que seria melhor se ele contasse quem realmente é para Jasmine, mas Aladdin não quer isso porque, pela lei, Jasmine só pode se casar com um príncipe. Mais tarde, Aladdin e Jasmine se unem quando ele a leva em um passeio no tapete mágico para mostrar a ela o mundo que ela quer ver enquanto Gênio sai com a serva de Jasmine, Dalia. Quando Jasmine deduz a verdadeira identidade de Aladdin, ele a convence de que ele é realmente um príncipe e só se vestiu como um camponês para conhecer os cidadãos de Agrabah de antemão. Jafar descobre a identidade de Aladdin e ameaça matá-lo se ele não lhe contar onde está a lâmpada. Aladdin não conta e Jafar tenta matá-lo jogando-o no mar, mas Gênio o resgata ao custo de seu segundo desejo. Eles então expõem Jafar, que é preso e aprisionado nas masmorras. Depois que o sultão oferece a Aladdin a posição de herdeiro, Aladdin, temendo perder Jasmine se a verdade for revelada, diz que precisa de Gênio com ele agora e se recusa a libertá-lo. Gênio diz a Aladdin que ele não está sendo fiel a si mesmo.
Iago pega uma das chaves dos guardas e liberta Jafar. Jafar então secretamente rouba a lâmpada de Aladdin e se torna o novo mestre de Gênio. Ele usa seus dois primeiros desejos para se tornar Sultan e depois se tornar o mais poderoso feiticeiro do mundo, prendendo os guardas e o tigre de estimação de Jasmine, Rajah. Ele então expõe a verdadeira identidade de Aladdin para Jasmine e o exila junto com Abu em um deserto congelado. Ele ameaça matar o pai de Jasmine e Dalia, a menos que ela concorde em se casar com ele. Na cerimônia de casamento, Aladdin e Abu retornam, tendo sido resgatados pelo tapete mágico e Jasmine rouba a lâmpada. Furioso, Jafar transforma Iago em um rococó para persegui-los e dominá-los.
Aladdin empaca ao insultar Jafar por ser o segundo em relação a Gênio em termos de força bruta, enganando-o. Assim, Jafar usa seu último desejo para se tornar o ser mais poderoso do universo. Devido à área cinzenta nesse desejo, Gênio é livre para interpretá-lo como deseja e transforma Jafar em um gênio. Sendo acorrentado à lâmpada sem um mestre, Jafar fica preso dentro, arrastando Iago para dentro com ele. Gênio joga a lâmpada de Jafar para a Caverna das Maravilhas e Aladdin mantém sua promessa, usando seu último desejo para libertar o Gênio e transformá-lo em humano. O sultão declara que Jasmine será a próxima governante e diz a ela que Aladdin é uma boa pessoa. Ele também diz que, como nova governante, Jasmine pode mudar a lei para se casar com Aladdin. Jasmine então segue Aladdin para o lado de fora do palácio, onde ela "ordena" que ele venha e enfrenta a Sultana. Gênio casa com Dalia e sai para explorar o mundo e começar uma família com ela. Aladdin e Jasmine se casam e começam uma nova vida.[carece de fontes?]

## Elenco
- Mena Massoud como Aladdin:
Um pobre ladrão de Agrabah e "rato de rua" que é apaixonado pela filha do sultão. Com a ajuda do Gênio, ele se disfarça de Príncipe Ali Ababwa. Massoud disse que Aladdin "vê um futuro para si mesmo que é maior do que o que foi estabelecido para ele no momento. Ele não sabe exatamente o que é ou como ele vai chegar lá, mas ele sabe que está lá fora"; e sentiu que o personagem "é muito altruísta e geralmente faz coisas para outras pessoas, mas como ele se apaixona ele se perde um pouco e começa a se tornar alguém que ele não é. Mas ele é uma boa pessoa e tem boas pessoas em volta dele que o levam de volta para onde ele deveria estar."[1]
- Naomi Scott como Jasmine: A filha do sultão e princesa de Agrabah, que quer ser uma sultana.
- Will Smith como Gênio:
Um gênio comedicamente excêntrico e bondoso que tem o poder de conceder três desejos a quem possui sua lâmpada mágica. Smith disse que ele estava "aterrorizado" enquanto interpretava o personagem, mas que "[ele] encontrou uma pista que homenageia" a performance de Robin Williams no filme original, enquanto ainda faz o papel "[sua] coisa própria."[13] Smith descreveu o personagem como "um trapaceiro e um mentor", que tenta "guiar Aladdin para a verdade da grandeza que já está dentro dele". Smith fisicamente retrata o personagem quando ele está sob o disfarce de um humano, enquanto sua forma de gênio azul gigante é em CGI, retratada através do desempenho de captura de movimento.[14][15]
- Marwan Kenzari como Jafar:
Um feiticeiro abominável e enganoso, o grão-vizir de Agrabah e o principal conselheiro do sultão que, frustrado com as maneiras de governar do sultão, inventa um complô para derrubá-lo como governante de Agrabah, adquirindo a lâmpada do Gênio.
- Navid Negahban como Sultão: O sábio e nobre governante de Agrabah que está ansioso para encontrar um marido capaz para sua filha Jasmine.
- Nasim Pedrad como Dalia: A fiel criada e confidente de Jasmine.
- Billy Magnussen como Príncipe Anders: Um pretendente e marido em potencial para Jasmine do reino de Skånland.[15][16]
- Numan Acar como Hakim: O chefe dos guardas do palácio que é leal ao sultão de Agrabah, seu pai trabalhou para o sultão como um empregado do palácio.
- Jordan A. Nash como Omar: 
 O filho do Gênio e de Dalia.
- Taliyah Blair como Lian: 
 A filha do Gênio e da Dalia.
- Amir Boutrous como Jamal: 
 Um vendedor de pão a quem Aladdin engana para impedi-lo de levar o bracelete de herança de Jasmine.
- Robby Haynes como Razoul 
 Chefe da guarda da cidade em Agrabah.
- Nina Wadia como Zulla: 
 Uma mulher do mercado.

### Vozes
- Alan Tudyk como Iago: Uma araracanga que é o sarcástico e inteligente companheiro de Jafar.[17] O filme marca a primeira vez que Gilbert Gottfried não fez a voz o personagem.
- Frank Welker reprisa seus três papéis do filme original:
  - Abu: 
 Macaco-prego-das-Guianas com cleptomania mas leal, de animal de estimação de Aladdin, com uma voz em falsete.[18][19][20]
  - Rajah: 
 Tigre-de-bengala  protetor e melhor amigo de Jasmine, que se comunica através de rosnados, rugidos e grunhidos.
  - Cave of Wonders 
 Um guardião de areia que se assemelha à cabeça gigante de um leão (em contraste com um tigre no original), que foi encarregado de proteger a lâmpada mágica de intrusos e entregá-la àqueles que são dignos de um "diamante bruto".[18][19][20]

No Brasil, o dublador Márcio Simões, que dublou o Gênio no filme de 1992, o dublou novamente no live action. Já o protagonista Aladdin foi dublado pelo cantor Daniel Garcia, também conhecido como Gloria Groove; e a Princesa Jasmine foi dublada pela Lara Suleiman, uma atriz de teatro musical e que fez a sua estreia na dublagem. Além disso, a banda Melim regravou a canção "Um Mundo Ideal" (A Whole New World) para divulgar o filme. A Disney lançou um clipe com a versão da banda em 31 de maio de 2019. A atriz e cantora Isabela Souza também gravou uma versão da música "Ninguém me Cala"  (Speechless), que ficou disponível nas plataformas digitais.

## Produção

### Desenvolvimento e seleção de elenco
| |  |  |
| Will Smith (à esquerda) descreve sua performance como "uma homenagem ao ator Robin Williams", que interpretou o Gênio no filme de 1992. |  |  |

Em 10 de outubro de 2016, Guy Ritchie foi anunciado como o diretor da nova versão de Aladdin pela Walt Disney Pictures, tendo John August como roteirista e Dan Lin e Jonathan Eirich como produtores. O estúdio afirmou ainda que o filme seria "uma ambiciosa e não tradicional" abordagem do conto de Aladdin que preservaria os elementos musicais do filme original. No aspecto inovador, o filme seria contado em formato não-linear.
Em fevereiro de 2017, Lin afirmou que estava buscando um elenco diverso e que não tentaria "fazer um Prince of Persia". A seleção de um elenco multinacional para os papéis dos protagonistas Aladdin e Jasmine teve início em março de 2017 e a produção principal ocorreu entre julho de 2017 e janeiro de 2018 no Reino Unido. Em 19 de abril de 2017, a produção anunciou os nomes de Will Smith e Gabriel Iglesias como prováveis para o papel de Gênio. Por fim, Smith foi confirmado para o papel em julho do mesmo ano. Em maio de 2017, foram confirmadas negociações com a cantora Jade Thirlwall, membro do grupo Little Mix, para o papel de Jasmine.
Em 11 de julho de 2017, a companhia anunciou o adiamento da produção para agosto de 2017 devido a "dificuldades" em encontrar o "ator ideal" para o papel do personagem-título. Mais de dois mil atores e atrizes foram testados para os papéis principais, mas os produtores consideraram um desafio encontrar um ator de ascendência islâmica ou hindu na faixa dos vinte anos de idade que consiga cantar e atuar simultaneamente. Naomi Scott e Tara Sutaria foram as duas finalistas para o papel de Jasmine, porém nenhuma das duas poderiam ser confirmadas até a conclusão do teste final para o papel de Aladdin. O estúdio declarou um interesse inicial por Dev Patel ou Riz Ahmed, mas acabaram optando por um ator relativamente novo no cinema mundial. Achraf Koutet, Mena Massoud e George Kosturos foram alguns dos atores testados para o papel de Aladdin. Antes da decisão final, o estúdio consultou ainda Marc Platt e Chris Montan, ambos atores experientes em filmes musicais.
Durante a D23 Expo de 2017, Massoud e Scott foram apresentados como os protagonistas do novo filme, encerrando um processo de seleção de mais de quatro meses. Houve muitas críticas do público e de alguns artistas pela escolha de Naomi Scott para fazer a Jasmine, alegando que a atriz para o papel deveria ser árabe e Naomi é britânica. Apesar das críticas, a Disney manteve Scott no filme. Em 17 de julho, a Disney anunciou a contratação de Vanessa Taylor para revisar o roteiro, especificamente "trabalhar os personagens" e o que é conhecido na indústria cinematográfica estadunidense como "consultoria de roteiro". Enquanto isso, Richie e o estúdio focavam em escalar os demais atores antes do início das filmagens em agosto. Em agosto, o ator holandês Marwan Kenzari foi anunciado como o antagonista Jafar e Nasim Pedrad como "uma cortesã confidente de Jasmine" que serviria como "alívio cômico". Nos meses seguintes, a equipe confirmou a contratação de Numan Acar, Billy Magnussen e Navid Negahban nos papéis secundários de Hakim, Príncipe Anders e Sultão, respectivamente.
Em janeiro de 2018, um figurante que participou das filmagens disse para a imprensa que a produção do filme estava usando maquiagem para escurecer a pele dos figurantes, o que gerou críticas. A Disney divulgou um comunicado se defendendo e esclareceu que a maquiagem aconteceu apenas em alguns pequenos papeis, cujos performers tiveram que ser maquiados porque não havia candidatos com o tom de pele desejado. Disse também que o filme "tem o elenco mais diverso já escalado para um live-action da empresa e que mais de 400 dos 500 figurantes são indianos, africanos, asiáticos e do Oriente Médio".
Quando questionados sobre Ritchie, Pasek e Paul descreveram como "muito vivaz e enérgica" a abordagem conferida pelo cineasta ao longa. Em 20 de dezembro de 2018, Gilbert Gottfried disse não ter sido convidado para reprisar na voz original do personagem Iago, papagaio de Jafar. Em março de 2019, Alan Tudyk foi anunciado como ator de voz original ldo personagem. Em maio do mesmo ano, o consagrado ator Frank Welker foi confirmado para os papéis de Rajah e Caverna das Maravilhas.

### Filmagem

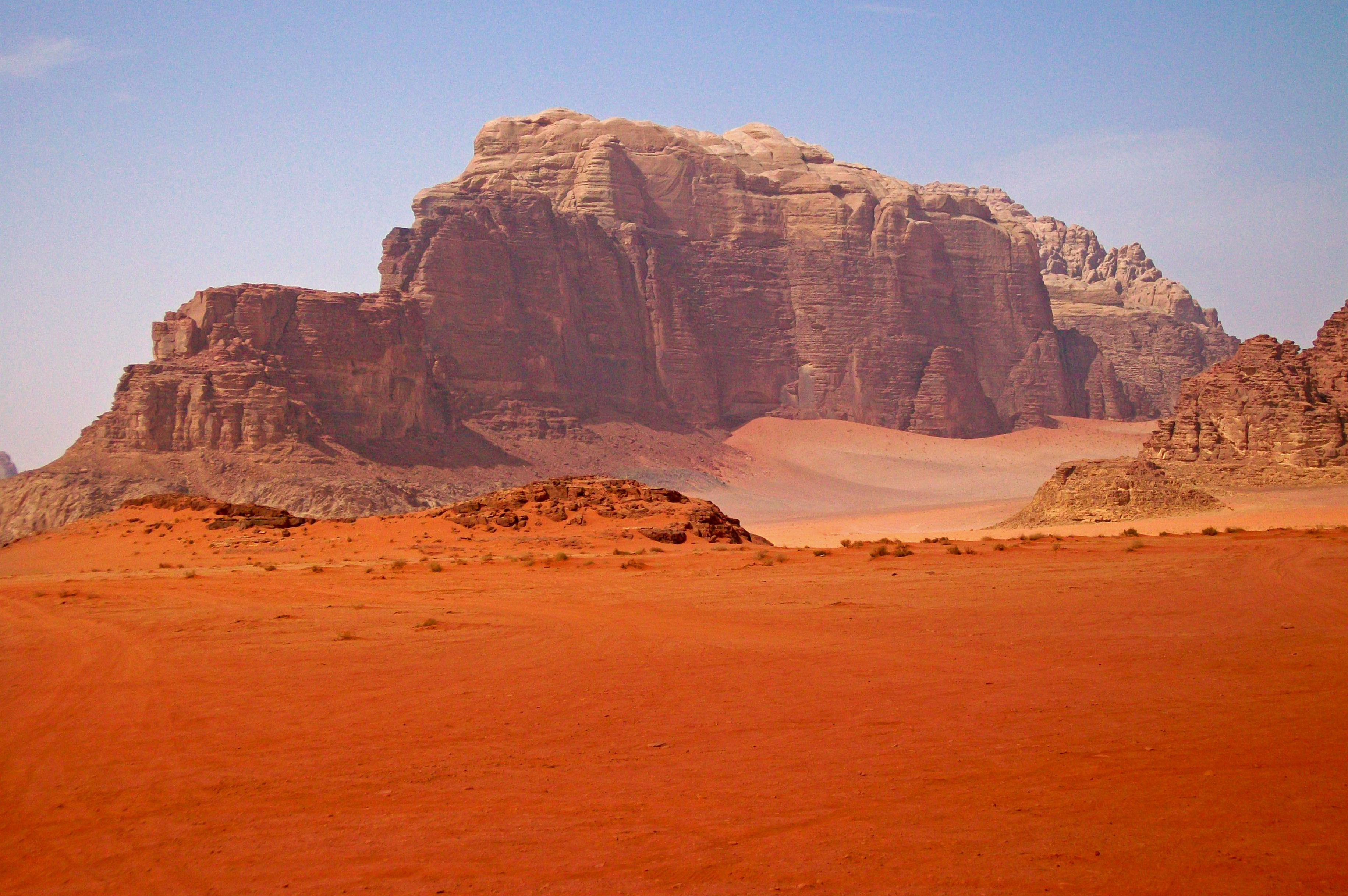
A região de Uádi de Rum serviu de locação para o Deserto de Agrabah.

A filmagem principal teve início em 6 de setembro de 2017, no Longcross Studios, em Surrey, Inglaterra e foi finalizada em 24 de janeiro de 2018. Parte das cenas que retratam o deserto de Agrabah foram filmadas no Uádi de Rum, Jordânia. A Royal Film Commission, órgão do governo jordaniano que visa financiar e impulsionar a indústria cinematográfica do país, concedeu apoio a produção durante as filmagens e cedeu apoio logístico e de instalações para produção e elenco. Algumas correções nas filmagens foram realizadas em agosto de 2018.
A sequência da música "Príncipe Ali" contou com 1000 dançarinos e figurantes. Em uma entrevista, Mena Massoud revelou que a cena seguinte, em que o Aladdin se atrapalha ao tentar se apresentar como Príncipe Ali para Jasmine no palácio, foi criada pelo próprio elenco com improviso.

## Trilha sonora
Alan Menken foi contratado para compor a trilha sonora do filme, depois de fazer isso para o desenho animado original. A dupla Pasek & Paul escreveu uma nova música com Menken, e várias músicas do filme original, de Menken, Howard Ashman e Tim Rice, foram apresentadas no remake.
Em 20 de agosto de 2019, a Disney divulgou uma canção inédita que foi cortada do filme, "Desert Moon". A canção tocaria no momento em que Jasmine fica na sacada, esperando Aladdin chegar, enquanto ele não pode comparecer ao encontro porque foi capturado por Jafar. Paul disse que a canção foi cortada porque não entrou em equilíbrio com o filme.

### Alinhamento de faixas
| Aladdin (Original Motion Picture Soundtrack) |                                   |                            |         |  |
| N.º                                          | Título                            | Interpretada por           | Duração |  |
| 1.                                           | "Arabian Nights" (versão de 2019) | Will Smith                 | 3:13    |  |
| 2.                                           | "One Jump Ahead"                  | Mena Massoud               | 2:55    |  |
| 3.                                           | "One Jump Ahead" (Reprise)        | Mena Massoud               | 1:00    |  |
| 4.                                           | "Speechless" (Parte 1)            | Naomi Scott                | 1:17    |  |
| 5.                                           | "Friend Like Me"                  | Will Smith                 | 2:35    |  |
| 6.                                           | "Prince Ali"                      | Will Smith                 | 3:29    |  |
| 7.                                           | "A Whole New World"               | Mena Massoud & Naomi Scott | 2:55    |  |
| 8.                                           | "One Jump Ahead" (Reprise 2)      | Mena Massoud               | 1:06    |  |
| 9.                                           | "Speechless" (Parte 2)            | Naomi Scott                | 2:24    |  |
| 10.                                          | "A Whole New World" (créditos)    | Zayn e Zhavia              | 4:02    |  |
| 11.                                          | "Friend Like Me" (créditos)       | Will Smith & DJ Khaled     | 2:39    |  |
| 12.                                          | "Speechless" (Full)               | Naomi Scott                | 3:28    |  |
| 13.                                          | "The Big Ship"                    | Alan Menken                | 1:17    |  |
| 14.                                          | "Agrabah Marketplace"             | Alan Menken                | 1:53    |  |
| 15.                                          | "Aladdin's Hide Out"              | Alan Menken                | 1:55    |  |
| 16.                                          | "Jasmine Meets Prince Anders"     | Alan Menken                | 0:34    |  |
| 17.                                          | "Breaking In"                     | Alan Menken                | 1:46    |  |
| 18.                                          | "Returning the Bracelet"          | Alan Menken                | 0:58    |  |
| 19.                                          | "The Dunes"                       | Alan Menken                | 0:36    |  |
| 20.                                          | "Simple Oil Lamp"                 | Alan Menken                | 0:51    |  |
| 21.                                          | "The Cave of Wonders"             | Alan Menken                | 2:43    |  |
| 22.                                          | "The Basics"                      | Alan Menken                | 1:38    |  |
| 23.                                          | "Escape From the Cave"            | Alan Menken                | 1:09    |  |
| 24.                                          | "Prince Ali's Outfit"             | Alan Menken                | 2:18    |  |
| 25.                                          | "Until Tomorrow"                  | Alan Menken                | 2:03    |  |
| 26.                                          | "Aladdin's Second Wish"           | Alan Menken                | 2:08    |  |
| 27.                                          | "Never Called a Master Friend"    | Alan Menken                | 2:25    |  |
| 28.                                          | "Harvest Dance"                   | Alan Menken                | 2:26    |  |
| 29.                                          | "Jafas Becomes Sultan"            | Alan Menken                | 0:57    |  |
| 30.                                          | "Hakim's Loyalty Tested"          | Alan Menken                | 1:13    |  |
| 31.                                          | "Most Powerful Sorcerer"          | Alan Menken                | 1:38    |  |
| 32.                                          | "Carpet Chase"                    | Alan Menken                | 1:49    |  |
| 33.                                          | "Jafar Summons the Storm"         | Alan Menken                | 1:20    |  |
| 34.                                          | "Jafar's Final Wish"              | Alan Menken                | 3:37    |  |
| 35.                                          | "Genie Set Free"                  | Alan Menken                | 5:36    |  |
| 36.                                          | "The Wedding"                     | Alan Menken                | 1:11    |  |
| 37.                                          | "Friend Like Me" (Finale)         | Alan Menken                | 1:31    |  |
| Duração total:                               | Duração total:                    | Duração total:             | 1:16:00 |  |

### Edição brasileira
A adaptação de letras foi feita por Félix Ferrà.
| Aladdin (Trilha Sonora Original em Português) |                                      |                               |         |  |
| N.º                                           | Título                               | Interpretada por              | Duração |  |
| 1.                                            | "A Noite da Arábia" (versão de 2019) | Márcio Simões                 | 3:13    |  |
| 2.                                            | "Correr Para Viver"                  | Daniel Garcia                 | 2:55    |  |
| 3.                                            | "Correr Para Viver" (Reprise)        | Daniel Garcia                 | 1:00    |  |
| 4.                                            | "Ninguém Me Cala" (Parte 1)          | Lara Suleiman                 | 1:17    |  |
| 5.                                            | "Nunca Teve Um Amigo Assim"          | Márcio Simões                 | 2:35    |  |
| 6.                                            | "Principe Ali"                       | Márcio Simões                 | 3:29    |  |
| 7.                                            | "Um Mundo Ideal"                     | Daniel Garcia & Lara Suleiman | 2:55    |  |
| 8.                                            | "Correr Para Viver" (Reprise 2)      | Daniel Garcia                 | 1:06    |  |
| 9.                                            | "Ninguém Me Cala" (Parte 2)          | Lara Suleiman                 | 2:24    |  |
| 10.                                           | "A Whole New World" (créditos)       | Zayn e Zhavia                 | 4:02    |  |
| 11.                                           | "Friend Like Me" (créditos)          | Will Smith & DJ Khaled        | 2:39    |  |
| 12.                                           | "Speechless" (versão completa)       | Naomi Scott                   | 3:28    |  |
| 13.                                           | "Um Mundo Ideal"                     | Melim                         | 2:47    |  |
| 14.                                           | "Ninguém Me Cala" (versão completa)  | Isabela Souza                 | 4:35    |  |
| Duração total:                                | Duração total:                       | Duração total:                | 1:23:00 |  |

## Lançamento
Aladdin realizou sua estreia mundial no Le Grand Rex em Paris, França, em 8 de maio de 2019. Foi lançado em 3D, Dolby Cinema e IMAX pela Walt Disney Studios Motion Pictures em 24 de maio de 2019, substituindo a original data marcada para Star Wars: The Rise of Skywalker.
A primeira premiere regional de Aladdin aconteceu na Jordânia em 13 de Maio de 2019 na presença de Ali bin Al-Hussein e Princesa Rym Ali.

### Comercialização
Will Smith estreou o primeiro pôster oficial em 10 de outubro de 2018. O teaser trailer foi lançado no dia seguinte. Em dezembro de 2018, Entertainment Weekly ofereceu um primeiro olhar oficial para o elenco fantasiado na capa de sua edição dos filmes mais esperados de 2019. Em 10 de fevereiro de 2019, a Disney estreou uma prévia especial do filme durante o 61º Grammy Awards, que recebeu muitos comentários negativos do público, principalmente devido à qualidade do CGI do Gênio em seu design azul, criado por meio de efeitos de captura de movimento. A recepção negativa provocou uma grande quantidade de memes e as edições do Photoshop zombando da aparição de Will Smith na prévia, várias das quais comparadas com o personagem Tobias Fünke (da série de televisão Arrested Development) pintado de azul na tentativa de ingressar no Blue Man Group. Em 12 de março de 2019, a Disney estreou um segundo trailer no Good Morning America. O trailer teve uma recepção muito mais positiva do que a anterior, pois apresentava várias músicas do filme original e mais de Smith não inteiramente em captura de movimento. Suas cenas CGI também receberam avisos melhores, embora ainda tenham sido criticadas por alguns críticos depois que o filme foi lançado.

## Mídia doméstica
Aladdin foi lançado em Digital HD para download e streaming em 27 de agosto de 2019 e foi lançado em Ultra HD Blu-ray, Blu-ray e DVD em 10 de setembro de 2019. O filme também está disponível no Disney+.

## Recepção

### Bilheteria
Em 29 de setembro de 2019 , Aladdin arrecadou US$ 355,4 milhões nos Estados Unidos e Canadá e US$694,8 milhões em outros territórios, num total mundial de US$1,050 bilhão, contra um orçamento de produção de US$183 milhões. O filme ultrapassou a marca de US$1 bilhão em 26 de julho de 2019, tornando-se o 41º filme a atingir esse marco.
Nos Estados Unidos e no Canadá, Aladdin foi lançado ao lado de Booksmart e Brightburn, e foi projetado para arrecadar cerca de US$80 milhões em 4,476 cinemas em seu fim de semana de abertura de quatro dias no Memorial Day. Enquanto a Disney estava planejando uma estreia de US$75–85 milhões, alguns rastreadores independentes projetaram a abertura do filme entre US$65 milhões ou US$100 milhões. O filme faturou US $ 31 milhões em seu primeiro dia, incluindo US$7 milhões em visualizações de quinta à noite, o segundo melhor total de remakes live-action da Disney. O público da primeira jornada era 59% feminino e 41% masculino e etnicamente 42% caucasiano, 27% hispânico, 15% afro-americano e 11% asiáticos. O filme acabou superando o desempenho, arrecadando US$91,5 milhões em seu fim de semana de abertura de três dias, e US$116,8 milhões em quatro dias durante o período prolongado do Memorial Day. Foi a terceira maior abertura de 2019 na época (atrás de Avengers: Endgame e Captain Marvel), e o quinto maior lançamento do Memorial Day de todos os tempos, bem como a melhor estreia da carreira de Ritchie e o segundo melhor de Smith. O filme arrecadou US$11,9 milhões em seu quinto dia, a maior terça-feira do dia após o Memorial. Em seu segundo final de semana, o filme faturou US$42,3 milhões, terminando em segundo, atrás do recém-chegado Godzilla: King of the Monsters, e faturou US$24,7 milhões no terceiro final de semana, terminando em terceiro. Manteve a terceira posição nas bilheterias durante o quarto e quinto fins de semana com US$17,3 milhões e US$13,2 milhões, respectivamente.
Em todo o mundo, esperava-se que o filme abrisse outros US$100–120 milhões, incluindo US$10–20 milhões na China. Ele arrecadou US$123,2 milhões de territórios estrangeiros em seu fim de semana de abertura de três dias, para uma estreia global de US$214,7 milhões. Foi o filme número um em todos os territórios latino-americanos e asiáticos em que foi lançado. Suas maiores aberturas internacionais foram na China (US$18,7 milhões), México (US$9,2 milhões), Reino Unido (US$8,4 milhões), Itália (US$6,6 milhões) e Coreia do Sul (US$6,5 milhões). Também ganhou a segunda melhor abertura de 2019 na Itália, Espanha, Indonésia e Vietnã. Na Índia, estreou com US$3.2 milhões, a terceira melhor abertura do ano para um filme estrangeiro (atrás de Avengers: Endgame e Captain Marvel). Na segunda-feira, o filme teve um lançamento global em quatro dias de US$255 milhões. Em seu segundo final de semana de lançamento internacional, o filme faturou US$78,3 milhões em 54 países, permanecendo o número um em 32 deles. Em seu quarto fim de semana internacional, Aladdin permaneceu o número um em vinte países. Até o final de junho de 2019, o filme superou Independence Day (1996) para se tornar o filme de maior bilheteria da carreira de Will Smith. Em 19 de agosto de 2019, os cinco principais mercados internacionais do filme são Japão (110,1 milhões de dólares), Coreia do Sul (90,4 milhões de dólares), China (53,5 milhões de dólares), Reino Unido (46,4 milhões de dólares) e México (32,5 milhões de dólares).
Ele liderou as bilheterias do Reino Unido por quatro semanas, mais do que qualquer outro filme de 2019. No Oriente Médio, teve a melhor abertura do Ramadã de todos os tempos nos Emirados Árabes Unidos e na Jordânia e se tornou o maior bilheteria de todos os tempos no Oriente Médio. No Japão, o filme estreou com US$12,9 milhões, o maior fim de semana de abertura do ano para um filme estrangeiro, superando Avengers: Endgame. Em setembro de 2019, é o segundo filme com maior bilheteria do ano no Japão (atrás de Tenki no Ko) e um dos 20 filmes com maior bilheteria de todos os tempos no Japão. Na Coreia do Sul, arrecadou mais de US$82 milhões com mais de 11,4 milhões de vendas de ingressos em julho de 2019, tornando-o o terceiro filme com maior bilheteria do ano e o segundo filme estrangeiro com maior bilheteria na Coreia do Sul, bem como o terceiro filme estrangeiro com maior bilheteria de todos os tempos na Coreia do Sul e o filme da Disney com maior bilheteria de todos os tempos (sem incluir o MCU) no país.
No Brasil, logo na primeira semana após a estreia, o filme obteve a liderança das bilheterias no país, com 949 mil espectadores e R$ 18,4 milhões arrecadados, superando Vingadores: Ultimato. Na segunda semana o filme permaneceu na liderança, com um acumulado de R$ 40,6 milhões e público de 2,3 milhões de pessoas. Na terceira semana o filme perdeu a liderança para X-Men: Fênix Negra, mas voltou a liderar as bilheterias na quarta semana. Na quinta semana o filme ficou em segundo lugar nas bilheterias, atrás apenas de Toy Story 4, que estreou nessa semana e conseguiu assumir a liderança em poucos dias. Na sexta semana, o filme caiu para o quinto lugar, posição que manteve na sétima semana. Na oitava semana, ficou em sexto lugar. Na nona semana, ficou em nono lugar. No total, Aladdin foi o nono filme mais visto nos cinemas no Brasil em 2019, com um público de 4.818.600 espectadores. Em 2020, durante a pandemia de Covid-19, o filme foi colocado novamente em cartaz nas salas de cinema drive-in no Brasil e chegou a ficar em terceiro lugar nas bilheterias em agosto.

## Críticas
No site Rotten Tomatoes teve avaliação mista da crítica especializada com 57% de avaliação,  com base em 345 críticas com uma classificação média de 5,89/10. O consenso crítico diz: "Aladdin reconta a história de seu material de origem clássico com espetáculo e habilidade suficientes, mesmo que nunca se aproxime do esplendor deslumbrante do original animado". Mas foi aclamado pelo público com 94% de aprovação. No Metacritic também teve reviews mistas com 53/100 mas notas favoráveis do público. A IGN deu uma pontuação 6,7 e o veredito foi: "Enquanto o Aladdin de 2019 pode não ser um mundo totalmente novo, graças a algumas grandes performances de apoio e um Agrabah deslumbrante, vale a pena revisitar".
Ao escrever para o Chicago Sun-Times, Richard Roeper deu ao filme 3 de 4 estrelas, elogiando as performances de Smith, Scott e Massoud. Uma resenha de Yevgeniy Peklo de Mir Fantastiki deu ao filme uma pontuação de 8/10, dizendo que era "provavelmente o melhor remake live-action da Disney até o momento".
Peter Debruge, da Variety, elogiou o filme e principalmente a atuação de Will Smith como Gênio. Mas ele criticou a atuação de Kenzari como Jafar, dizendo: "o ator holandês Marwan Kenzari pode ser uma bela alternativa ao apagado vizir da versão animada, com seu bigode fino e olhos de Sophia Loren, mas ele não parece bom o suficiente para sentir nele uma grande ameaça".
Apesar de elogiar o elenco, William Bibbiani, do TheWrap, disse sobre o filme: "Se você não pensa muito sobre isso (embora provavelmente deva), o remake de Aladdin pode entretê-lo. Mas você seria muito mais divertido assistindo ao filme original novamente. Ou indo a um desfile na vida real. Ou fazendo jardinagem leve. Ou fazendo palavras cruzadas". Chris Nashawaty, da Entertainment Weekly, atribuiu ao filme um C+, lamentando que não acrescentasse nada de novo ao seu antecessor animado de 1992; ele achava que o filme não era capaz de atualizar as questionáveis caracterizações do Oriente Médio no original, mas elogiava as performances de Smith e Scott. Mark Kennedy, da Associated Press, escreveu que "Guy Ritchie... sempre foi uma escolha estranha para dirigir um grande musical romântico da Disney e provou ser o cara errado aqui. Aladdin, em suas mãos, é mais como A Múmia do que Frozen".
Os sites brasileiros Adoro cinema e Observatório do Cinema deram reviews positivas, o primeiro deu 4/5 estrelas que significa "muito bom". O segundo disse que "O novo longa da Disney consegue atualizar seu antigo sucesso sem precisar trazer cada plano para o live action ao mesmo tempo em que mantém a essência da animação".

## Premiações
| Prêmio                          | Data da cerimônia      | Categoria                                                                  | Indicado                                                                  | Resultado | Ref(s)  |
| ------------------------------- | ---------------------- | -------------------------------------------------------------------------- | ------------------------------------------------------------------------- | --------- | ------- |
| Teen Choice Awards              | 11 de agosto de 2019   | Melhor Filme de Ficção Científica ou Fantasia                              | Aladdin                                                                   | Venceu    | [ 121 ] |
| Teen Choice Awards              | 11 de agosto de 2019   | Melhor Ator em Filme de Ficção Científica ou Fantasia                      | Will Smith                                                                | Venceu    | [ 121 ] |
| Teen Choice Awards              | 11 de agosto de 2019   | Melhor Ator em Filme de Ficção Científica ou Fantasia                      | Mena Massoud                                                              | Indicado  | [ 121 ] |
| Teen Choice Awards              | 11 de agosto de 2019   | Melhor Atriz em Filme de Ficção Científica ou Fantasia                     | Naomi Scott                                                               | Venceu    | [ 121 ] |
| Teen Choice Awards              | 11 de agosto de 2019   | Melhor Vilão do Cinema                                                     | Marwan Kenzari                                                            | Indicado  | [ 121 ] |
| Teen Choice Awards              | 11 de agosto de 2019   | Melhor Canção de Filme - Escolha do Público                                | "A Whole New World" (versão dos créditos, com Zayn e Zhavia Ward)         | Venceu    | [ 121 ] |
| Prêmio Saturno                  | 13 de setembro de 2019 | Melhor Filme de Fantasia                                                   | Aladdin                                                                   | Indicado  | [ 122 ] |
| Prêmio Saturno                  | 13 de setembro de 2019 | Melhor Ator Coadjuvante em Cinema                                          | Will Smith                                                                | Indicado  | [ 122 ] |
| Prêmio Saturno                  | 13 de setembro de 2019 | Melhor Atriz Coadjuvante em Cinema                                         | Naomi Scott                                                               | Indicado  | [ 122 ] |
| Prêmio Saturno                  | 13 de setembro de 2019 | Melhor Diretor                                                             | Guy Ritchie                                                               | Indicado  | [ 122 ] |
| Prêmio Saturno                  | 13 de setembro de 2019 | Melhor Design de Produção                                                  | Gemma Jackson                                                             | Indicado  | [ 122 ] |
| Prêmio Saturno                  | 13 de setembro de 2019 | Melhor Edição                                                              | James Herbert                                                             | Indicado  | [ 122 ] |
| Prêmio Saturno                  | 13 de setembro de 2019 | Melhor Trilha Sonora                                                       | Alan Menken                                                               | Indicado  | [ 122 ] |
| Prêmio Saturno                  | 13 de setembro de 2019 | Melhor Figurino                                                            | Michael Wilkinson                                                         | Venceu    | [ 122 ] |
| Prêmio Saturno                  | 13 de setembro de 2019 | Melhores Efeitos Especiais                                                 | Aladdin                                                                   | Indicado  | [ 122 ] |
| People's Choice Awards de 2019  | 10 de novembro de 2019 | Melhor Filme para a Família de 2019                                        | Aladdin                                                                   | Venceu    | [ 123 ] |
| People's Choice Awards de 2019  | 10 de novembro de 2019 | Melhor Ator de Cinema de 2019                                              | Will Smith                                                                | Indicado  | [ 123 ] |
| Hollywood Music in Media Awards | 20 de novembro de 2019 | Melhor Canção Original em Filme                                            | "Speechless" – Alan Menken, Benj Pasek e Justin Paul                      | Indicado  | [ 124 ] |
| National Film & TV Awards       | 3 de dezembro de 2019  | Melhor Ator                                                                | Will Smith                                                                | Indicado  | [ 125 ] |
| National Film & TV Awards       | 3 de dezembro de 2019  | Melhor Ator                                                                | Mena Massoud                                                              | Indicado  | [ 125 ] |
| National Film & TV Awards       | 3 de dezembro de 2019  | Melhor Novato                                                              | Mena Massoud                                                              | Indicado  | [ 125 ] |
| National Film & TV Awards       | 3 de dezembro de 2019  | Melhor Atriz                                                               | Naomi Scott                                                               | Indicado  | [ 125 ] |
| National Film & TV Awards       | 3 de dezembro de 2019  | Melhor Atriz Coadjuvante                                                   | Naomi Scott                                                               | Indicado  | [ 125 ] |
| National Film & TV Awards       | 3 de dezembro de 2019  | Melhor Diretor                                                             | Guy Ritchie                                                               | Indicado  | [ 125 ] |
| Austin Film Critics Association | 6 de janeiro de 2020   | Melhor Desempenho de Captura de Movimentos/Efeitos Especiais de Atuação    | Will Smith                                                                | Indicado  | [ 126 ] |
| Critics' Choice Awards de 2020  | 12 de janeiro de 2020  | Melhor Canção                                                              | "Speechless" – Alan Menken, Benj Pasek e Justin Paul                      | Indicado  | [ 127 ] |
| Prêmio Lumiere                  | 22 de janeiro de 2020  | Melhor Cena Musical ou Sequência                                           | Cena da música "Nunca Teve um Amigo Assim"                                | Venceu    | [ 128 ] |
| Costume Designers Guild Awards  | 28 de janeiro de 2020  | Melhor Figurino em Filme de Fantasia                                       | Michael Wilkinson                                                         | Indicado  | [ 129 ] |
| Visual Effects Society Awards   | 29 de janeiro de 2020  | Ambiente Excelente criado em um recurso fotorreal                          | Daniel Schmid, Falk Boje, Stanislaw Marek, Kevin George ("por Agrabah")   | Indicado  | [ 130 ] |
| Visual Effects Society Awards   | 29 de janeiro de 2020  | Efeitos Especiais Excelentes (Práticos) em um projeto fotorreal ou animado | Mark Holt, Jay Mallet, Will Wyatt, Dickon Mitchell (pelo "Tapete Mágico") | Indicado  | [ 130 ] |
| Art Directors Guild Awards      | 1 de fevereiro de 2020 | Melhor Design de Produção para um Filme de Fantasia                        | Gemma Jackson                                                             | Indicado  | [ 131 ] |
| Golden Raspberry Awards         | 16 de março de 2020    | Prêmio Redentor                                                            | Will Smith                                                                | Indicado  | [ 132 ] |
| Billboard Music Awards          | 14 de outubro de 2020  | Melhor Trilha Sonora                                                       | Aladdin                                                                   | Indicado  | [ 133 ] |

O filme chegou a ser pré-indicado ao Oscar de 2020 na categoria de Melhor Canção Original pela música "Speechless". Mas, na lista final, a música terminou de fora dos indicados, o que foi considerado uma das maiores injustiças do Oscar de 2020 pela crítica especializada.

## Futuro

### Possível sequência
Em 12 de agosto de 2019, o produtor Lin anunciou seu entusiasmo por uma sequência e revelou que a Disney está cogitando fazer uma continuação do filme, mas que a ideia ainda está nos estágios iniciais de desenvolvimento. O estúdio também espera trazer de volta Ritchie para dirigir e Smith para reprisar seu papel como o Gênio, enquanto também conta uma história "nova e fresca". Mais tarde, ele afirmou que se eles fizessem uma sequência de Aladdin, não seria uma adaptação direta dos filmes de animação The Return of Jafar ou Aladdin and the King of Thieves, mas poderia pegar elementos deles. Também foi dito que eles procurariam várias fontes para a história da sequência. Em 13 de fevereiro de 2020, a Disney confirmou oficialmente para a Variety que o filme iria sim ganhar uma sequência. Foi dito que John Gatins e Andrea Berloff iriam escrever o roteiro e que a sequência estaria em desenvolvimento inicial, sem previsão de lançamento. O estúdio quer trazer de volta Mena, Will e Naomi para os seus papeis, mas ainda não havia os convidado oficialmente - o convite só seria feito depois que o roteiro estivesse pronto. Já na direção, o retorno de Guy Ritchie era mais incerto. Entretanto, um mês depois, com o início da pandemia de Covid-19, toda a indústria de cinema foi afetada e, por um ano e meio, não houve qualquer notícia nova sobre a sequência. Até que, em 30 de setembro de 2021, o ator Mena Massoud disse que o roteiro da sequência ainda estava em desenvolvimento. Em 6 de dezembro de 2022, Mena disse que os roteiristas estavam trabalhando em uma nova versão do roteiro e repetiu que seria uma história nova, não uma adaptação das sequências da animação. Havia, contudo, dúvidas se Will Smith retornaria para a sequência, devido ao incidente no Oscar de 2022. Guy Ritchie disse que aceitaria trazer Will de volta. Em 27 de janeiro de 2023, o jornal britânico The Sun publicou que Will Smith estaria negociando para voltar e que ele teria inclusive uma participação maior na sequência. O jornal também disse que as filmagens da sequência poderiam começar no final do ano. Mas essas informações do jornal eram apenas rumores, ainda pendentes de confirmação. Em 15 de março de 2023, Mena Massoud disse no twitter que atualmente é muito improvável que a sequência ocorra, indicando que a sequência pode não mais acontecer. Por causa disso, muitos ficaram em dúvida se a sequência teria sido cancelada. Em 15 de dezembro de 2023, Mena disse que "Não tenho nenhuma atualização" sobre a sequência. Ele disse que acha que a greve dos artistas de Hollywood e a greve dos roteiristas dos Estados Unidos de 2023 podem ter paralisado o projeto mas, como o fim das greves, ele agora espera por novas notícias. Sem saber se a sequência será feita, ele também disse: "Para mim, a certa altura, a vida continua".

### Pré-sequência possível
Um ano antes de decidir refazer Aladdin, a Disney fez um anúncio em 2015 para fazer uma pré-sequência live-action para o filme sob o título Genies. Foi relatado que o novo filme iria se concentrar no Gênio e revelar como ele acabou na lâmpada. Os roteiristas Damian Shannon e Mark Swift foram contratados para escrever um roteiro, enquanto Tripp Vinson atuaria como produtor da Vinson Films.

### Spin-off
Em 6 de dezembro de 2019, a Disney anunciou que o filme terá um spin-off, que será lançado diretamente no Disney+. O spin-off será focado no Príncipe Anders, o pretendente de Jasmine. Em 3 de maio de 2022, o ator Billy Magnussen, intérprete do Príncipe Anders, disse que o spin-off ainda está em desenvolvimento e sendo reescrito.